# 山陽鉄道
山陽鉄道（）は、1888年（明治21年）1月に設立された鉄道会社。現在、西日本旅客鉄道（JR西日本）が管轄する山陽本線に当たる路線等を建設した。鉄道国有法により1906年12月1日に官営鉄道に買収。
現在兵庫県で運行している山陽電気鉄道、及び下関市周辺のバスを運行しているサンデン交通の前身山陽電気軌道とは無関係である。
明治の日本における対外戦争では、山陽鉄道は軍隊や補給物資を大陸へ運ぶために大きな役割を果たした。日清戦争（1894年 - 1895年）では山陽鉄道は広島までしか開通していなかったため、東京からの鉄道西端で、大型船が運用出来る宇品港があった広島市は兵站基地となり、戦争を指揮する広島大本営が置かれ、軍部の中枢だけでなく天皇も広島に移動し、帝国議会も広島で開催されていた。

## 事業
第一條 本會社ノ目的ハ左ノ鐵道ヲ布設シ運輸ノ業ヲ營ムモノトス
一 兵庫縣神戸ヨリ岡山縣岡山、廣島縣廣島テ經テ山口縣赤間開三至ル線路

一 兵庫縣神戸市兵庫停車場ヨリ同市兵庫和田崎町ノ海岸二至ル線路

一 兵庫姬路ヨリ分岐シテ一ハ飾磨ノ海岸ニ至リ一ハ生野チ經テ和田山二至ル線路

一 山口縣厚狹停車場ヨリ分岐シテ同縣美彌部大嶺村炭山三至ル線路

一 香川縣高松ヨリ多度津ヲ經テ琴平三至ル線路

　　　前項ノ外本會社八廣島、宇品間及海田市、吳間鐵道ノ保管二任ジ營業チ爲スコトヲ得
一 本會社ハ附帶事業トシテ左ノ區間三於テ海漕業ヲ營ムモノトス

　　　下關及門司兩停車塲間宮島停車場ヨリ殿島間下開及韓國釜山兩停車場間
—定款 （明治37年）

### 鉄道
1888年、11月1日に兵庫 - 明石間が開通し、12月23日には、明石 - 姫路間が開通した。翌年の1889年（明治22年）9月1日に神戸 - 兵庫間が開通。
1896年、ペンシルバニア鉄道で研修した門野重九郎が一時入社していたことがある。
その後、岡山、広島を経て1901年（明治34年）5月27日に山口県の馬関（現在の下関）までが開通して、神戸 - 馬関間の路線が全通した。初代社長中上川は、瀬戸内航路との競合を考えて、線路の勾配を「100分の1以下」（10パーミル以下）にするよう指示した。このことから、中上川には「百分の一」「ワン・ハンドレッド」の渾名が付けられた。この方針は中上川が退社した1891年以降も踏襲されたが、瀬野駅 - 八本松駅間の大山峠を越す区間（通称「瀬野八」）だけは22.6パーミルの急勾配を含む結果となった（「瀬野八」の項目参照）。しかし、東海道本線を始め他の主要幹線と比較すると平坦な路線で、岩徳線のように距離短縮のためや、赤穂線や呉線のように山陽本線の勾配緩和線として建設された路線があったものの山陽本線自体は今日に至るまで勾配緩和のための大規模な線路移設はされていない。
1900年（明治33年）に日本で初の寝台車を導入。
1903年（明治36年）に経営悪化した播但鉄道、1904年（明治37年）には讃岐鉄道から事業譲渡を受け、営業範囲を拡大した。1906年（明治39年）12月1日に鉄道国有法により国有化され、1909年（明治42年）に国鉄山陽本線、播但線、大嶺線（後の美祢線の一部）、讃岐線（後の予讃線と土讃線のそれぞれ一部）となった。
山陽鉄道は積極的な経営方針を採っていたことで知られており、その後戦後にかけて鉄道業界全般を通して普及して行った設備・サービス・事業等の中には同鉄道が日本で初めて実現させたものも少なくない。例えば、長距離急行列車の運転（1894年）、車内灯の電化・ボーイの添乗（1898年）、食堂車の連結（1899年）、一等寝台車の投入（1900年）、二等寝台車の投入（1903年）、3軸ボギー車の投入、真空制動機の採用、ステーションホテル（山陽ホテル）設置などである。また全線が開通した1901年（明治34年）には、日本初の優等列車「最急行」（特急列車の元とされる）を走らせた。
これらは、瀬戸内海を通る航路との競合にさらされたためだといわれているが、その反面無理なスピードアップをしていた面もあって更に保線状況も悪かったため、列車の振動は酷く鉄道事故も多発した。当時九州鉄道の社長で後に鉄道大臣にもなった仙石貢は、「こんな非常識なスピードを出す列車には危なくて乗れない」と語っている。一方、後に国有鉄道で定時運行の確立に尽力して「運転の神様」と呼ばれ、超特急「燕」生みの親ともなった結城弘毅が在職していた。

### 海運
多角経営の一環として、瀬戸内海に本州、四国、九州を結ぶ、鉄道と連絡する航路を運営していた。壱岐丸、対馬丸という二隻の航洋渡峡船を1904年に三菱重工業長崎造船所に発注し、完成後、子会社の山陽汽船が運営する関釜連絡船を1905年（明治38年）に就航させ、既に完成していた京釜鉄道を経由すると東京 - 京城（現ソウル）を60時間で結んだ。
他に山陽鉄道系航路として、山陽汽船商社が下関駅開通まで門徳連絡船や宇高連絡船の前身になる岡山 - 高松間及び尾道 - 多度津間の航路を、直営で宮島連絡船や関門連絡船を運行していた。

## 役員
- 中上川彦次郎 - 初代社長
- 村野山人 - 副社長
- 松本重太郎 - 2代目社長、会長

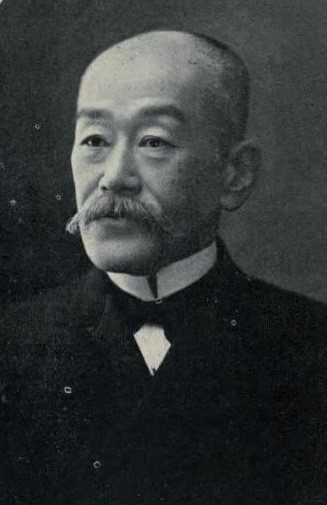
村野山人

- 牛場卓蔵 - 専務（後に会長兼務）、国有化時の代表

## 年表
- 1888年（明治21年）
  - 1月4日 - 山陽鉄道会社設立許可。鉄道布設免許状下付（神戸 - 岡山 - 広島 - 赤間関間）[5]
  - 4月 - 株主総会で中上川彦次郎が社長に選出された[6]。本社は、神戸の西柳原町に置かれた。
  - 11月11日 - 兵庫 - 明石間[7][8]
  - 12月23日 - 明石 - 姫路間[9]
- 1889年（明治22年）
  - 9月1日 - 兵庫 - 神戸間[3][10]
  - 11月11日 - 姫路 - 龍野間[11]
- 1890年（明治23年）
  - 7月8日 - 兵庫 - 和田崎間[12][13]
  - 7月10日 - 龍野 - 有年間[12]
  - 12月1日 - 有年 - 仮三石間[14]
- 1891年（明治24年）
  - 3月18日 - 三石 - 岡山間[15]
  - 4月25日 - 岡山 - 倉敷間[16]
  - 7月14日 - 倉敷 - 笠岡間[17]
  - 9月11日 - 笠岡 - 福山間[18]
  - 11月3日 - 福山 - 尾道間[19]
- 1892年（明治25年）7月20日 - 尾道 - 三原間[20]
- 1894年（明治27年）6月10日 - 糸崎（三原） - 広島間[21]
- 1897年（明治30年）9月25日 - 広島 - 徳山間[22]
- 1898年（明治31年）3月17日- 徳山 - 三田尻間[23]
- 1900年（明治33年）12月3日 - 三田尻 - 厚狭間[24]
- 1901年（明治34年）5月27日 - 厚狭 - 馬関間[25]
- 1902年（明治35年）12月29日 - 広島 - 宇品間（軍用線）[26]
- 1903年（明治36年）6月1日 - 姫路 - 新井間、飾磨 - 豆腐町間[27]
- 1904年（明治37年）
  - 1月21日 - 鉄道敷設仮免許状下付（岡山 - 宇野間）[28]
  - 5月27日 - 鉄道敷設仮免許状下付（厚狭停車場 - 大嶺村間）[29]
  - 7月13日 - 鉄道敷設本免許状下付（厚狭停車場 - 大嶺村間）[30]
  - 11月25日 - 鉄道敷設本免許状下付（高松市 - 琴平町間）[31]
  - 12月1日 - 讃岐鉄道より譲受（高松-琴平間）[32]
  - 12月1日 - 鉄道作業局呉線を山陽鉄道が承継[33]
- 1905年（明治38年）9月13日 - 厚狭 - 大嶺間[34]
- 1906年（明治39年）
  - 4月1日 - 新井-竹田間、竹田-和田山間[35]
  - 11月7日 - 鉄道敷設本免許状下付（岡山停車場 - 児島郡玉野村大字宇野間）[31]
  - 12月1日 - 買収・国有化

## 鉄道路線一覧

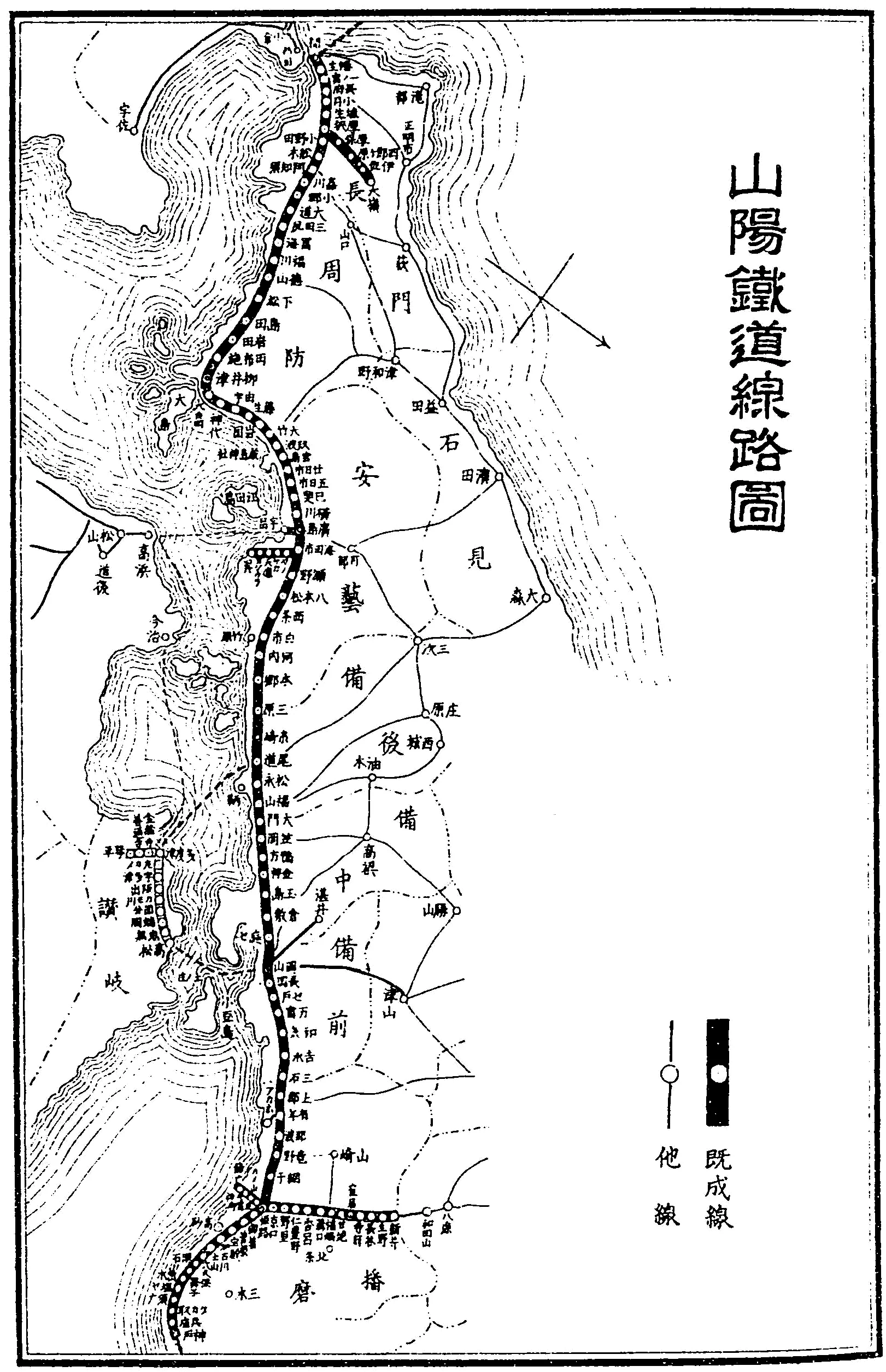
山陽鉄道株式会社 1906年の路線図

- 神戸 - 下関 (329.3 M=529.95 km) 
神戸駅 - 兵庫駅 - 鷹取駅 - 須磨駅 - 塩屋仮停車場 - 垂水駅 - 舞子仮停車場 - 明石駅 - 大久保駅 - 土山駅 - 加古川駅 - 宝殿駅 - 曽根駅 - 御着駅 - 姫路駅 - 網干駅 - 竜野駅 - 那波駅 - 有年駅 - 上郡駅 - 三石駅 - 吉永駅 - 和気駅 - 万富駅 - 瀬戸駅 - 西大寺駅 - 岡山駅 - 庭瀬駅 - 倉敷駅 - 玉島駅 - 金神駅 - 鴨方駅 - 笠岡駅 - 大門駅 - 福山駅 - 松永駅 - 尾道駅 - 糸崎駅 - 三原駅 - 本郷駅 - 河内駅 - 白市駅 - 西条駅 - 八本松駅 - 瀬野駅 - 海田市駅 - 広島駅 - 横川駅 - 己斐駅 - 五日市駅 - 廿日市駅 - 宮島駅 - 玖波駅 - 大竹駅 - 岩国駅 - 藤生駅 - 由宇駅 - 神代駅 - 大畠駅 - 柳井津駅 - 田布施駅 - 岩田駅 - 島田駅 - 下松駅 - 徳山駅 - 福川駅 - 富海駅 - 三田尻駅 - 大道駅 - 小郡駅 - 嘉川駅 - 阿知須駅 - 船木駅 - 小野田駅 - 厚狭駅 - 埴生駅 - 小月駅 - 長府駅 - 一ノ宮駅 - 幡生駅 - 下関駅
- 兵庫 - 和田岬（1.6 M=2.57 km・貨物線）
兵庫駅 - 新川荷扱所 - 和田岬駅
- 飾磨 - 姫路 - 和田山（44.4 M=71.45 km・飾磨 - 新井間は旧播但鉄道・豆腐町 - 姫路間は貨物線）
飾磨駅 - 天神駅 - 亀山駅 - 豆腐町駅 - 姫路駅 - 京口駅 - 野里駅 - 仁豊野駅 - 香呂駅 - 溝口駅 - 福崎駅 - 甘地駅 - 鶴居駅 - 寺前駅 - 長谷駅 - 生野駅 - 新井駅 - 竹田駅 - 和田山駅
- 高松 - 琴平（27.2 M=43.77 km・旧讃岐鉄道） 
高松駅 - 鬼無駅 - 端岡駅 - 国分駅 - 鴨川駅 - 坂出駅 - 宇多津駅 - 丸亀駅 - 多度津駅 - 金蔵寺駅 - 善通寺駅 - 琴平駅
- 海田市 - 呉（12.4 M=19.96 km・鉄道作業局借受線）
海田市駅 - 矢野駅 - 坂駅 - 浜崎駅 - 天応駅 - 吉浦駅 - 呉駅
- 広島 - 宇品（3.7 M=5.95 km・鉄道作業局借受線）
広島駅 - 比治山駅 - 丹那駅 - 宇品駅
- 厚狭 - 大嶺 (12.2 M=19.63 km) 
厚狭駅 - 厚保駅 - 四郎ヶ原駅 - 伊佐駅 - 大嶺駅

## 車両
国有鉄道に引継がれた車両は機関車152両、客車500両、貨車2109両である

### 蒸気機関車
開業当初は官設鉄道と同様にイギリス製の蒸気機関車を輸入したが、1893年（明治26年）からはアメリカ製に移行し、特に低圧と高圧の各2気筒で動輪を駆動するヴォークレイン複式機関車を好んで採用した。また、英米からの輸入機の模倣ではあったが、自社の兵庫工場で機関車新製も行っている。
Nos. 1 - 4, 6, 7
1888年、英バルカン・ファウンドリー製。軸配置2-4-2 (1B1) のタンク機。国有化前に1は東武鉄道、2は南海鉄道に譲渡された。後の山陽鉄道形式1 → 鉄道院700形。
Nos. 5, 8, 9
1889年、英ナスミス・ウィルソン製。軸配置0 - 6 - 0 (C) のタンク機。3両共国有化前に譲渡された。5, 8は北海道炭礦鉄道、9は官設鉄道（鉄道局）。後の鉄道院1100形。
Nos. 10 - 23
1889年、英ニールソン製。軸配置4-4-0 (2B) のテンダ機。11 - 14, 17, 18, 20は国有化前に官設鉄道（鉄道局）へ譲渡。後の5400形。
Nos. 24 - 27
1890年、英バルカン・ファウンドリー製。軸配置2-4-2 (1B1) のタンク機。全車国有化前に譲渡。24, 26は官設鉄道（鉄道局）、25, 27は筑豊鉄道。後の鉄道院700形。
形式1 (Nos. 3, 4, 6, 7)
英バルカン・ファウンドリー製。軸配置2-4-2 (1B1) のタンク機。後の鉄道院700形。
形式2 (Nos. 5, 8)
英ダブス製。軸配置2-4-2 (1B1) のタンク機。後の鉄道院500形。
形式3 (Nos. 9 - 18)
1890年、英ベイヤー・ピーコック製。軸配置4-4-0 (2B) のテンダ機。後の鉄道院5300形。
形式4 (Nos. 19 - 25)
1889年、英ニールソン製。軸配置4-4-0 (2B) のテンダ機。後の鉄道院5400形。
形式5 (Nos. 26 - 31)
1893年、米ボールドウィン製。軸配置2-6-0 (1C) のテンダ機。後の鉄道院8450形。
形式6 (Nos. 32 - 34)
1894年、米ボールドウィン製。軸配置2-6-2 (1C1) のタンク機。34は播但鉄道2の譲受車。後の鉄道院3300形。
形式7 (Nos. 35 - 38)
1894年、米ボールドウィン製。軸配置2-6-0 (1C) のテンダ機。後の鉄道院8350形。
形式8 (No. 39)
1895年、米ボールドウィン製。軸配置2-4-2 (1B1) のテンダ機。後の鉄道院5060形。
形式9 (No. 40)
1896年、自社兵庫工場製。軸配置2-4-2 (1B1) のタンク機で形式1、形式2の模倣。後の鉄道院850形。
形式10 (Nos. 41 - 50)
1896年、米ボールドウィン製。軸配置2-4-2 (1B1) のタンク機。46は国有化前に北越鉄道に譲渡、50はテンダ機（形式19）に改造。後の鉄道院950形。
形式11 (Nos. 51, 52)
1896年、米ボールドウィン製。軸配置0-6-0 (C) のタンク機。後の鉄道院1010形。
形式12 (Nos. 53 - 70, 96 - 105)
1897年、1901年、米ボールドウィン製。軸配置4-4-0 (2B) のテンダ機。後の鉄道院5900形。
形式13 (Nos. 71 - 81)
1898年、米ロジャーズ製。軸配置4-4-0 (2B) のテンダ機。後の鉄道院5950形。
形式14 (Nos. 82 - 85)
1898年、米ロジャーズ製。軸配置2-6-0 (1C) のテンダ機。後の鉄道院8400形。
形式15 (Nos. 86, 87)
1898年、米ディックソン製。軸配置0-6-0 (C) のタンク機。後の鉄道院1020形。
形式16 (Nos. 88 - 95)
1900年、米スケネクタディ製。軸配置4-4-0 (2B) のテンダ機。後の鉄道院6120形。
形式17 (Nos. 108 - 111)
1903年、自社兵庫工場製。軸配置4-4-0 (2B) のテンダ機。後の鉄道院6100形。
形式18 (Nos. 106, 107)
1902年、1903年、自社兵庫工場製。軸配置4-4-0 (2B) のテンダ機。形式3の予備部品活用による新製車。後の鉄道院5480形。
形式19 (No. 50)
自社兵庫工場で形式10をテンダ機に改造したもの。軸配置2-4-2 (1B1) 。後の鉄道院5050形。
形式20 (No. 46[II])
1900年、米ボールドウィン製。軸配置2-6-0 (1C) のテンダ機。旧中国鉄道5。後の鉄道院8380形。
形式21 (Nos. 1[II], 2[II])
1896年、米ボールドウィン製。軸配置2-4-2 (1B1) のタンク機。旧播但鉄道L2形4, 5。後の鉄道院200形。
形式22 (No. 112)
1902年、米ボールドウィン製。軸配置2-6-0 (1C) のテンダ機。後の鉄道院8250形。
形式23 (Nos. 113 - 115)
1893年、米ボールドウィン製。軸配置2-6-2 (1C1) のタンク機。旧播但鉄道L1形1-3。後の鉄道院3300形。
形式24 (No. 116)
1897年、米ピッツバーグ製。軸配置2-6-2 (1C1) のタンク機。旧播但鉄道L3形6。後の鉄道院3400形。
形式25 (Nos. 117, 118, 123, 124)
1904年、1905年自社兵庫工場製。軸配置4-4-0 (2B) のテンダ機。後の鉄道院6100形。
形式26 (Nos. 119, 120)
1897年、米ピッツバーグ製。軸配置4-4-2 (2B) のテンダ機。1905年、京都鉄道から譲受。後の鉄道院5200形。
形式27 (Nos. 121, 122)
1905年、自社兵庫工場製。軸配置2-6-0 (1C) のテンダ機。後の鉄道院8500形（初代）。
形式28 (Nos. 125 - 128)
1906年、自社兵庫工場製。軸配置2-6-2 (1C1) のタンク機。後の鉄道院3380形。
形式29 (Nos. 129 - 135)
1889年、1894年、1901年、独ホーエンツォレルン製。軸配置0-4-0 (B) のタンク機。旧讃岐鉄道A1形1-4, 11-13。後の鉄道院60形。
形式30 (Nos. 136 - 139)
1896年、英ナスミス・ウィルソン製。軸配置0-6-0 (C) のタンク機。旧讃岐鉄道A2形5-8。後の鉄道院1200形。
形式31 (Nos. 140, 141)
1896年、英ダブス製。軸配置02-6-0 (C) のタンク機。旧讃岐鉄道A3形9, 10。後の鉄道院1230形。
形式32 (Nos. 142 - 152)
1905年、米ボールドウィン製。軸配置2-6-2 (1C1) のタンク機。後の鉄道院3360形。
形式33 (No. 93)
自社兵庫工場で形式16をピストン弁に改造したもの。軸配置4-4-0 (2B) のテンダ機。後の鉄道院6050形。
形式34 (No. 118)
軸配置4-4-0 (2B) のテンダ機。1906年に形式25を改造したもの。後の鉄道院6100形。
形式35 (Nos. 153 - 158)
1909年、帝国鉄道庁兵庫工場製（買収後に完成）。軸配置2-6-4 (1C2) のタンク機。後の鉄道院3700形。

### 客車

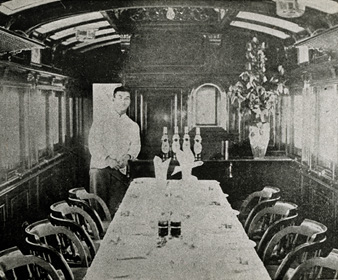
1227-1229のいずれか国鉄ホイシ9180形

山陽鉄道の番号は貨車客車車種に関係なく通し番号がふられている。各車両の番号対象表は形式図を参照
ボギー優等車 製造所は山陽鉄道兵庫工場
- 883ほか[註 1]一二等車（定員一等24人、二等32人）8両 国有化後[38]ホイロ5250-5257（形式5250）形式図
- 912 一二等車（定員一等24人、二等32人）1両 国有化後ホイロ9265（形式9265）形式図
- 1943-1945  一二等車（定員一等21人、二等36人）3両  国有化後ホイロ9270-9272（形式9270）形式図
- 2635・2636  一二等車（定員一等21人、二等31人）2両  国有化後ホイロ9273・9274（形式9270）形式図
- 884・892・935 二等車（定員66人）3両   国有化後ホロ9320-9322（形式9320）形式図
- 934・936・1236-1238 二等車（定員66人）5両  国有化後ホロ9323-9327（形式9320）形式図
- 1420・1421・1684・1685 二等車（定員68人）4両 国有化後ホロ9328-9331（形式9320）形式図
- 2625-2631 二三等車（定員二等36人、三等30人）7両 国有化後ホロハ9400-9406（形式9400）形式図
- 1422-1426 二三等車（定員二等32人、三等36人）5両 国有化後フホロハ9490-9494（形式9400）形式図
- 2452-2454  一等寝台車（定員寝台20人、座席30人）3両 国有化後イネ9060-9062（形式9060）形式図
- 1244ほか[註 2] 一等寝台食堂車（定員寝台16人、座席24人、食堂8人）9両 国有化後イネシ9070-9078（形式9070）形式図1900年（明治33年）から使用された。寝台車の嚆矢。専従の給仕が乗務。馬関延長時に1681-1683を増備[39]
- 1841  一等寝台食堂車（定員寝台16人、座席24人、食堂8人）2両 国有化後イネシ9080（形式9080）形式図
- 2037・2038  一等寝台食堂車（定員寝台16人、座席24人、食堂8人）2両 国有化後イネシ9081・9082（形式9080）形式図
- 2045・2046  一等寝台食堂車（定員寝台16人、座席24人、食堂8人）2両 国有化後イネシ9090・9091（形式9090）形式図国有化後に完成[39]
- 1834・1836-1840 二等寝台車（定員52人）5両 国有化後ロネ9130-9135（形式9130）形式図
- 1227-1229 一等食堂車（定員一等26人、食堂13人）3両 国有化後ホイシ9180-9182（形式9180）形式図1899年（明治32年）から使用された。本格的食堂車の嚆矢。登場時には食堂室中央に大型テーブルが設けられる[39]
- 2399-2401 二等食堂車（定員二等8人、食堂24人）3両 国有化後ホロシ9210-9212（形式9210）形式図

2軸蓄電車　客車列車の室内電灯のため蓄電池を積込んだ車両を製作した。
- 313ほか[註 3] 25両　山陽鉄道会社兵庫工場製　国有化後チク4500-4524（形式4500） 形式図
- 317ほか[註 4]5両　山陽鉄道会社兵庫工場製　国有化後チク4525-4529（形式4525） 形式図
- 330・331 2両　山陽鉄道会社兵庫工場製　国有化後チク4530.4531（形式4530） 形式図
- 354・355 2両　山陽鉄道会社兵庫工場製　国有化後チク4532.4533（形式4532） 形式図
- 349・364・369 3両　オールドベリー工場製　国有化後チク4534-4536（形式4534）形式図

1. ↑  883・391・908-911・932・933
2. ↑  1244-1246、1417-1419、1681-1683
3. ↑  313-316、318-324。326-329、332-338、340、357、586
4. ↑  317、325、339、361、585

リンク先は国立国会図書館デジタルコレクションの『客車略図 上 下巻』

### 車両数の推移
| 年度 | 機関車 | 客車    | 貨車     |
| ---- | ------ | ------- | -------- |
| 1888 | 9      | 55      | 104      |
| 1889 | 9      | 70      | 200      |
| 1890 | 27     | 164     | 443      |
| 1891 | 25     | 170     | 514      |
| 1892 | 25     | 139     | 323      |
| 1893 | 31     | 149     | 358      |
| 1894 | 38     | 179     | 438      |
| 1895 | 39     | 210     | 468      |
| 1896 | 49     | 230     | 615      |
| 1897 | 70     | 275     | 805      |
| 1898 | 87     | 328     | 890      |
| 1899 | 85     | 322     | 941      |
| 1900 | 87     | 325     | 937      |
| 1901 | 103    | 380     | 1,166    |
| 1902 | 105    | 400     | 1,351    |
| 1903 | 116    | 436     | 1,580    |
| 1904 | 133 △3 | 523 △21 | 1,759 △5 |
| 1905 | 142 △3 | 521 △21 | 1,805 △5 |
| 1906 | 152 △3 | 534 △21 | 2,075 △5 |

- 車両欄△印は借受車（呉線）
- 1892年度の車両の減少は不況による車両売却[41]
- 1903年（明治36年）播但鉄道買収により機関車6両、客車26両、貨車82両を承継[42]
- 1904年（明治37年）讃岐鉄道買収により機関車13両、客車73両、貨車62両を承継[43]

## 航路
- 徳山-門司-赤間関間　1898年（明治31年）10月3日開航。1901年（明治34年）5月27日廃止。馬関丸、豊浦丸
- 馬関-門司間　1901年（明治34年）5月27日開航。大瀬戸丸、下関丸
- 岡山-高松間　1903年（明治36年）3月18日開航。旭丸、玉藻丸
- 尾道-多度津間　1903年（明治36年）3月18日開航。児島丸
- 宮島-厳島間　1903年（明治36年）5月8日開航。宮島丸、厳島丸
- 下関-釜山間　1905年（明治38年）9月11日開航。壱岐丸、対馬丸

古川達郎『鉄道連絡船100年の航跡』成山堂書店、1988年、9-16、23頁

### 船舶
- 馬関丸 船舶番号4817　鋼体　322トン 1899年（明治32年）三菱造船所製[44]1903年（明治36年）売却
- 豊浦丸 船舶番号4818　鋼体　320トン　1899年（明治32年）三菱造船所製[44]1903年（明治36年）売却
- 下関丸 船舶番号6833　鋼体　188トン　1901年（明治34年）三菱造船所製[45]
- 大瀬戸丸 船舶番号6834　鋼体　188トン　1901年（明治34年）三菱造船所製[46]
- 小門丸 船舶番号6861　木造　25トン　1901年（明治34年）川崎造船所製[46]
- 珠島丸 船舶番号8267　木造　33トン　1902年（明治35年）大阪鉄工所製[47]
- 宮島丸 船舶番号8377　木造　39トン　1902年（明治35年）小野清吉製[48]
- 旭丸　船舶番号8271　鋼体　24トン　1903年（明治36年）大阪鉄工所製[47]
- 児島丸 船舶番号8272　鋼体　223トン　1903年（明治36年）三菱造船所製[47]
- 玉藻丸 船舶番号8273　鋼体　223トン　1903年（明治36年）三菱造船所製[47]
- 細江丸 船舶番号9042　木造　32トン　1905年（明治38年）三菱造船所製[49]
- 厳島丸 船舶番号9050　鋼体　70トン　1905年（明治38年）大阪鉄工所製[50]
- 壱岐丸 船舶番号9043　鋼体　1680トン　1905年（明治38年）三菱造船所製  （山陽汽船所有）[49]
- 対馬丸 船舶番号9048　鋼体　1679トン　1905年（明治38年）三菱造船所製  （山陽汽船所有）[50]

## その他
日本の鉄道会社で、初めて株主優待制度を導入した可能性を紹介した記事が、2022年（令和4年）8月8日　日本経済新聞 夕刊8面に掲載されている。

## 関連文献
- 井田泰人「山陽鉄道会社における中上川彦次郎の経営姿勢と社内改革」『交通史研究』第39巻、交通史学会、1997年、56-69頁、doi:10.20712/kotsushi.39.0_56。
- 井田泰人「村野山人と山陽鉄道」『交通史研究』第48巻、交通史学会、2002年、57-68頁、doi:10.20712/kotsushi.48.0_57。